# Château de Bois-Himont
Le château de Bois-Himont est un bâtiment situé à Bois-Himont, en France. Il est recensé à l’Inventaire général du patrimoine culturel.

## Situation et accès
L’édifice est situé entre la route du Château et la rue de Pierre-Noire, vers le sud-ouest de Bois-Himont. Plus largement, il se trouve dans le département de la Seine-Maritime, en région Normandie.

## Histoire
La fondation du château remonte au XVIIIe siècle. Sous la propriété de Jacques Armand Étignard de la Faulotte, à partir de 1863, de nombreux travaux sont réalisés et à la fin du même siècle, l'architecte René Martin, de Rouen, restitue deux ailes de style Louis XV. Le propriétaire actuel est l'Association d'aide rurale cauchoise, fondée en 1961.

## Statut patrimonial et juridique
Le bâtiment fait l’objet d’un recensement dans l’Inventaire général du patrimoine culturel, en tant que propriété privée. L’enquête ou le dernier récolement est effectué en 1986.